# Угљеша Даниловић
Угљеша Даниловић (Гнионица, код Оџака, 7. фебруар 1913 — Сарајево, 13. септембар 2003) био је учесник Народноослободилачке борбе, друштвено-политички радник СФР Југославије и СР Босне и Херцеговине, јунак социјалистичког рада и народни херој Југославије.

## Биографија
Угљеша Даниловић рођен је 7. фебруара 1913. године у селу Гнионица, код Оџака. Године 1939. завршио је Пољопривредно-шумарски факултет у Београду.
За време студија, 1933. године, постао је члан Савеза комунистичке омладине Југославије (СКОЈ), а 1935. члан Комунистичке партије Југославије (КПЈ). Од 1935. до 1937. године био је члан руководства Факултетског и Универзитетског комитета СКОЈ-а.
Због револуционарне делатности, годину дана је био искључен са Универзитета. Од 20. јануара до 20. марта 1935. године био је у концентрационом логору у Вишеграду. Извесно време радио је у Месном комитету КПЈ за Град Београд.
Почетком 1938. године, упућен је на партијски рад у Босну и Херцеговину, где је, заједно са Цвијетином Мијатовићем, радио на обнављању и омасовљењу организација СКОЈ-а и КПЈ. Важну улогу одиграо је у припремању, раду и провођењу закључака Четврте и Пете покрајинске конференције КПЈ за Босну и Херцеговину, на којима је изабран је члана Покрајинског комитета КПЈ за БиХ.

### Народноослободилачки рат
После окупације Југославије у априлу 1941. године, Босна и Херцеговина је прикључена Независној Држави Хрватској (НДХ). Пошто је на Тринаестојулској седници прихваћена одлука о покретању оружане борбе против окупатора у Босни и Херцеговини, Даниловић је отишао у Тузлу, где је, као члан Покрајинског комитета и Главног штаба за Босну и Херцеговину, руководио последњим припремама за устанак.
Од септембра до децембра 1941. године, био је у Херцеговини, где је радио на реорганизовању устаничке војске и стварању партизанских одреда. Од септембра 1941. године, био је командант Штаба НОП одреда у Херцеговини.
Од почетка 1942. године, обављао је функцију политичког комесара Штаба НОП одреда за источну Босну. Током 1942. и почетком 1943. године, налазио се у Шестој источно-босанској бригади, где као члан Покрајинског комитета КПЈ и члан Главног штаба НОВ за Босну и Херцеговину руководи војним пословима Главног штаба за БиХ.
Пред крај Пете непријатељске офанзиве, у јуну 1943. године, Даниловић се поновно нашао у Херцеговини, где је руководио партијско-политичким радом и војним пословима. Исте године, биран је за члана Земаљског антифашистичког већа народног ослобођења Босне и Херцеговине (ЗАВНОБиХ) и делегата Другог заседања АВНОЈ-а.

### Послератни период
После ослобођења Југославије, био је на многим одговорним државним и партијским дужностима: 
- начелник Одељења за заштиту народа (ОЗН) за Босну и Херцеговину,
- министар унутрашњих послова у Влади НР Босне и Херцеговине,
- члан Савезног извршног већа (СИВ),
- потпредседник Извршног већа Скупштине СР Босне и Херцеговине,
- председник СУБНОР-а Босне и Херцеговине,
- члан Централног комитета КПЈ, односно СКЈ,
- члан Политбироа, односно Извршног комитета Централног комитета СК Босне и Херцеговине,
- организациони секретар Централног комитета Савеза комуниста Босне и Херцеговине,
- члан Савезног одбора Социјалистичког савеза радног народа Југославије.

У више изборних мандата, био је посланик Савезне народне скупштине и Скупштине СР Босне и Херцеговине. Био је члан Савета федерације. Имао је чин резервног генерал-потпуковника ЈНА. Године 1973. добио је Награду ЗАВНОБиХ-а.
Умро је септембра 2003. у Сарајеву и сахрањен је на сарајевском гробљу Баре.
Носилац је Партизанске споменице 1941. и дугих југословенских одликовања, међу којима су и — Орден јунака социјалистичког рада, Орден народног ослобођења, Орден партизанске звезде са златним венцем, Орден заслуга за народ са златном звездом, Орден братства и јединства првог реда, Орден рада са црвеном заставом и Орден за храброст. Орденом народног хероја одликован је 27. новембра 1953. године.